# Willy Flößner
Willy Flößner (* 28. November 1898 in Nossen; † 5. Juni 1979 in Olbernhau) war ein deutscher Florist.

## Leben
Als 16-jähriger Schüler des Lehrerseminars Nossen entdeckte er beim Anlegen eines Herbariums seine Leidenschaft für das Pflanzensammeln. Seine umfangreiche Sammlung überließ er der Universität Jena. Sein spezielles Arbeitsgebiet war neben seinem Beruf als Volks- und Sonderschullehrer die Erforschung der Laub- und Lebermoose sowie der Flechten zwischen Zwickauer und Freiberger Mulde, über die er mehrfach publizierte.

## Ehrungen
- Ehrennadel für heimatkundliche Leistungen in Gold
- Johannes-R.-Becher-Medaille
- Pestalozzi-Medaille für treue Dienste
- 1974: Leibnizmedaille für seine Verdienste um die Pflanzenkartierung im Erzgebirge